# Das Geheimnis der Mary Celeste
Das Geheimnis der Mary Celeste ist ein westdeutscher Fernsehfilm, der in künstlerischer Freiheit die Vorgänge um die Schonerbrigg Mary Celeste 1872 darstellt. Die deutsche Erstausstrahlung erfolgte am Sonnabend, dem 3. Juni 1972 im ZDF, die österreichische am Donnerstag, dem 22. Juni 1972 im ORF.

## Handlung
Atlantik, 5. Dezember 1872. Die Besatzung der Dei Gratia entdeckt ein treibendes Segelschiff. Es wird von Morehouse, dem Kapitän der Dei Gratia, als die Mary Celeste identifiziert, deren Kapitän Benjamin Briggs ihm persönlich bekannt ist. Das Schiff ist verlassen, aber seetüchtig. In einer Kajüte nimmt Morehouse einen Brief an sich, der offen auf einem Schreibtisch liegt und den er vor seinen Begleitern zu verbergen versucht.  
Die Mary Celeste wird mit einer Notbesatzung der Dei Gratia in die britische Kronkolonie Gibraltar überführt. Ein Gericht spricht der Besatzung der Dei Gratia den Bergungslohn von 15.000 Dollar für die Mary Celeste zu. Nach der Verhandlung kommt es zwischen Morehouse und Journalisten, die an der Version der Bergung der Mary Celeste zweifeln und vermuten, dass ein Verbrechen vorliegt, zu einer Schlägerei.
New York City, 4. November 1872, am Vorabend der Ausfahrt der Mary Celeste. Nach einem Besuch in der Kneipe Sailor’s Corner, wo Kapitän Briggs zufällig Morehouse traf, wird Briggs von zwei Männern mit Waffengewalt entführt. Sie bringen ihn zu einem politisch engagierten, anonym bleibenden Herrn, der Briggs 10.000 Dollar anbietet, wenn er einen Monsieur X heimlich nach Marseille transportiert. Marseille liegt auf der Fahrtroute der Mary Celeste, deren Zielhafen Genua ist. Der Unbekannte weiß, dass Briggs in finanziellen Nöten ist. Monsieur X ist ein wichtiger Zeuge, der in einem Gerichtsprozess in Paris aussagen soll, um Mitglieder der Pariser Kommune zu entlasten, die schwerer Verbrechen angeklagt sind und  denen die Todesstrafe droht. Aus politischen Gründen kann X nicht offen nach Frankreich einreisen, da hohe Staatsmänner und Monarchisten ein Interesse an der Verurteilung der Kommunarden haben und das Leben des Zeugen extrem gefährdet ist.
Briggs ist einverstanden. Monsieur X wird Briggs als Eugen Agrylle vorgestellt. Der Mann wird heimlich an Bord der Mary Celeste gebracht. Dabei wird ein Konstabler, der im Hafen Wache geht, von einem Gehilfen des Unbekannten brutal niedergeschlagen, um die Einschiffung des Passagiers nicht zu gefährden.     
Agrylles Anwesenheit auf der Mary Celeste bleibt der Schiffsbesatzung nicht lange verborgen. Das Crew-Mitglied Richardson hetzt Teile der Besatzung auf und verspricht den Seeleuten einen Anteil am Lohn für Agrylles Transport. Als Briggs kranke Tochter überraschend stirbt, eskaliert die Situation. Richardson setzt eine Meuterei in Gang. Briggs, seine Frau Ann, die nach dem Tod der Tochter geistig verwirrt ist, und Agrylle werden gefangen gesetzt. Doch die Besatzung ist über das weitere Vorgehen geteilter Meinung. Richardson und seine Anhänger, die von den Hintergründen des Gerichtsprozesses erfahren haben, wollen für Agrylle ein riesiges Lösegeld einhandeln. Andere Besatzungsmitglieder wollen lediglich so schnell wie möglich an Land gelangen.
Um Briggs und seine Frau auszusetzen, beschließen Richardson und seine Anhänger, beide auf einer scheinbar unbewohnten Azoreninsel zu landen. Doch tatsächlich ist die Insel bewohnt. In einem alten Schloss wohnen die gebrechliche alte Carmen, ihre Betreuerin Dolores und der Diener José. Auf der Insel befindet sich auch ein kleiner Kutter, mit dem die Inselbewohner die Verbindung nach San Miguel aufrechterhalten. 
Im Schloss kommt es zum mörderischen Kampf zwischen den Meuterern und Briggs und ihm treuen Besatzungsmitgliedern. Das Schloss gerät in Brand, die Bewohner sterben. Briggs, seiner Frau und dem Schiffsjungen Quincy gelingt es, mit dem Kutter von der Insel zu fliehen. Sie gelten ab diesem Zeitpunkt als verschollen.  
Richardson, zwei weitere überlebende Meuterer und Agrylle kehren an Bord der Mary Celeste zurück. Unter den Meuterern bricht ein Kampf aus, den nur Richardson überlebt. Obwohl er das Schiff nun allein führen muss, verspricht Richardson Argrylle, ihn nach Frankreich zu bringen. 
Doch Argrylle ist bereits schwer an der Pest erkrankt und weiß, dass er in Kürze sterben muss und nicht mehr als Zeuge aussagen kann. Er erschießt Richardson und setzt einen Brief auf, in dem er den zukünftigen Findern mitteilt, dass die Pest an Bord ist. Als die Dei Gratia auftaucht, geht Argrylle freiwillig über Bord.  

## Produktionsnotizen
Als Requisite wurde die Segelyacht Amphitrite genutzt, die schon in der Fernsehserie Graf Luckner eingesetzt worden war. Die Außenaufnahmen fanden vermutlich, wie schon bei Graf Luckner, im Mittelmeer statt.  
Drehbuchautor Rolf Olsen führte anschließend Regie bei der so genannten Kapitän-Senkstake-Trilogie, deren drei Fernsehfilme Ay, ay, Sheriff, Das Spukschloß von Baskermore und Ehrenhäuptling der Watubas sämtlich 1974 vom ZDF ausgestrahlt wurden und in denen Briggs-Darsteller Hans Joachim Kulenkampff die Figur des Käpt’n Senkstake verkörperte.  

## Historischer Hintergrund
Die Spielhandlung ist bis auf die Rahmenhandlung – das Auffinden der Mary Celeste durch die Dei Gratia und die Gerichtsverhandlung in Gibraltar – frei erfunden. Allerdings wurden die Namen der Familie Briggs und der Mary Celeste-Besatzungsmitglieder Andrew Gilling, Edward W. Head, Boy Lorenzen und Albert C. Richardson zum Teil leicht verfremdet für Charaktere der Spielhandlung benutzt.

## Überlieferung
Der Film wurde 2012 vom Pidax Film- und Hörspielverlag auf DVD ediert. 